# German Dreiband Masters

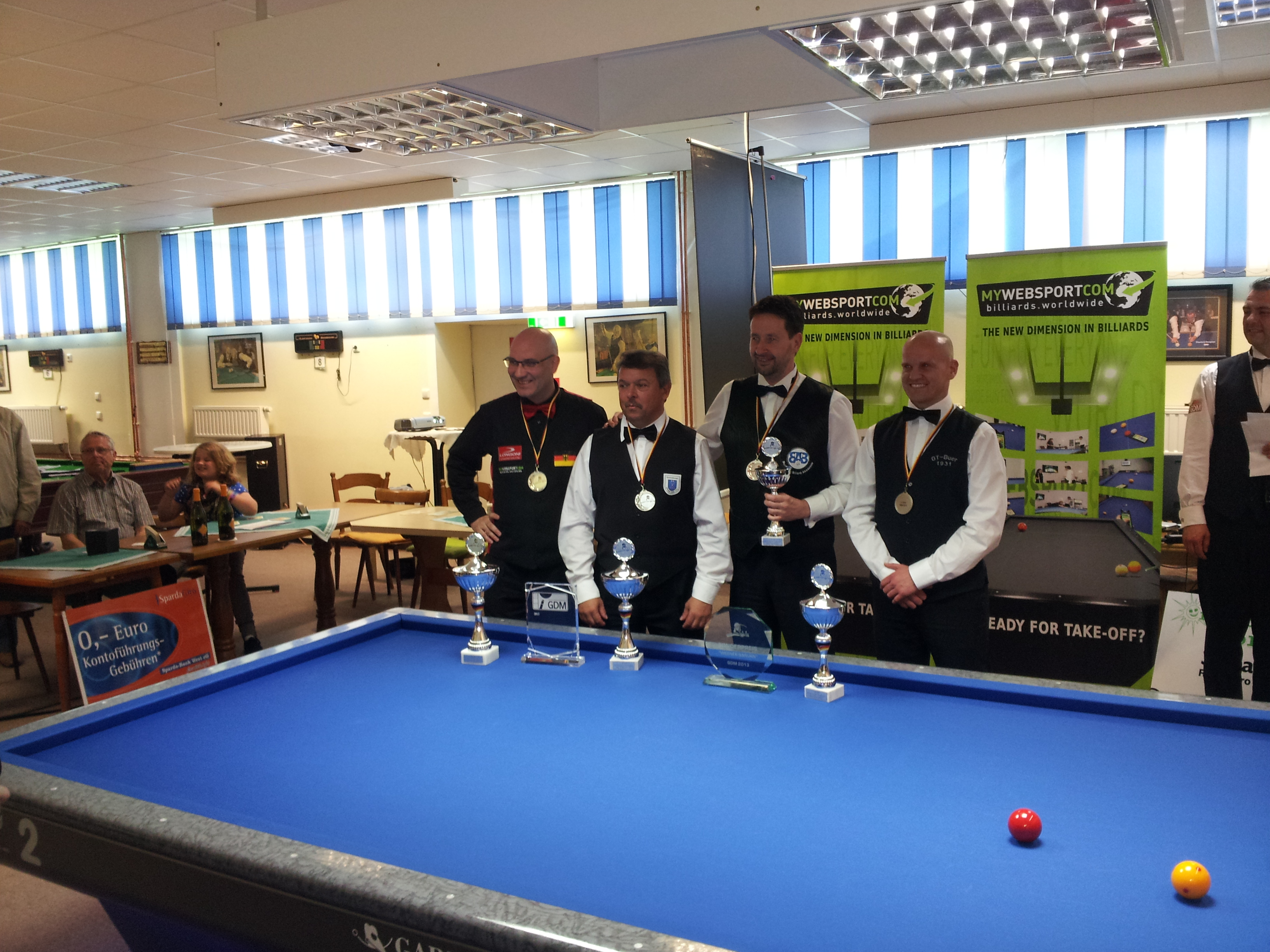
Finalisten und Halbfinalisten 2013:
(v. l. n. r.: Martin Horn, Klaus Bosel, Christian Rudolph, Markus Galla)

Die German Dreiband Masters (kurz: GDM) war eine Turnierserie in der Billarddisziplin Dreiband und fand erstmals vom 31. Mai bis zum 2. Juni 2013 in Herten statt.

## Geschichte
Die GDM wurde, im Sommer 2012, von Markus Dömer und Jens Eggers gegründet und am 20. Juli 2012 von der Deutschen Billard-Union (DBU) als eigenständiges Turnier, genehmigt. Es wird unmittelbar nach Beendigung der Saison ausgetragen und soll jährlich stattfinden. Es wird ein Preisgeld von 4.550 € plus Boni für die Beste Höchstserie und das Best Game ausgezahlt (s. Preisgeldtabelle). Dömer hat sich inzwischen, aus privaten Gründen, von der Organisation zurückgezogen.

## Modus
Beim GDM handelt es sich um ein Einladungsturnier für insgesamt 16 Spieler. Es sind eingeladen:
1. die besten 14 Spieler laut Bundesligarangliste (1. & 2. Bundesliga)
2. 2 Wildcard-Spieler (GDM-WC, MyWebSport-WC)

In der Vorrunde wird auf 40 Punkte mit Nachstoß, ab der Finalrunde auf 50 Punkte ohne Nachstoß gespielt. Die Shot clock steht auf 50 Sekunden mit der Möglichkeit von zwei Timeouts je Spiel. Die beiden Gruppenersten der Vorrunde ziehen in die Endrunde weiter. In der Vorrunde wird auf vier Tischen, danach nur noch auf zwei Tischen gespielt. Alle Partien werden live vom Internet-TV-Sender Kozoom übertragen.

## Preisgeld
Ein Startgeld wird nicht erhoben.
| Platz     | Summe   |
| --------- | ------- |
| 1         | 1.000 € |
| 2         | 750 €   |
| 3 (2×)    | 500 €   |
| 5–8       | 250 €   |
| 9–16      | 100 €   |
| Summe     | 4.550 € |
| Beste HS  | 100 €   |
| Best Game | 100 €   |

## Turnierstatistik
| Nr. | Jahr | Spielort |                |       |                    |       |                   |       |
| Nr. | Jahr | Spielort | Name           | GD    | Name               | GD    | Name              | GD    |
| --- | ---- | -------- | -------------- | ----- | ------------------ | ----- | ----------------- | ----- |
| 1   | 2013 | Herten   | Martin Horn    | 2,000 | Klaus Bosel        | 1,300 | Markus Galla      | 1,202 |
| 1   | 2013 | Herten   | Martin Horn    | 2,000 | Klaus Bosel        | 1,300 | Christian Rudolph | 1,155 |
| 2   | 2014 | Herten   | Martin Horn    | 1,824 | Johann Schirmbrand | 1,404 | Stefan Galla      | 1,440 |
| 2   | 2014 | Herten   | Martin Horn    | 1,824 | Johann Schirmbrand | 1,404 | Klaus Bosel       | 1,356 |
| 3   | 2015 | Herten   | Dustin Jäschke | 1,259 | Thorsten Frings    | 1,280 | Martin Horn       | 1,780 |
| 3   | 2015 | Herten   | Dustin Jäschke | 1,259 | Thorsten Frings    | 1,280 | Stefan Galla      | 1,306 |